# La course by Le Tour de France
La course by Le Tour de France est une course cycliste féminine organisée en France. Créée en 2014, elle fait partie du calendrier de l'Union cycliste internationale en catégorie 1.1 dès la première année. En 2016, elle intègre l'UCI World Tour féminin. Cette course est organisée comme le Tour de France par Amaury Sport Organisation.
Elle disparaît après 2021 et huit éditions pour laisser la place en 2022 au Tour de France Femmes, version féminine du Tour de France organisée par Amaury Sport Organisation.

## Historique
Entre 2014 et 2016, la course se déroule en lever de rideau de la dernière étape du Tour de France qui se termine traditionnellement sur les Champs-Élysées. Lors de la première édition, 20 équipes sont invitées.
En 2017, elle se déroule en ouverture de la 18e étape du Tour de France, entre Briançon et le col de l'Izoard. Les coureuses avec les meilleurs temps de cette course sont invitées à participer à une deuxième compétition, inscrite au calendrier de la fédération française de cyclisme, disputée en format poursuite sur le parcours du contre-la-montre de 22,5 km à Marseille.
L'année suivante, la compétition reste en ouverture d'une étape du Tour de France 2018, entre Annecy et Le Grand-Bornand, mais cette fois non accompagnée d'une deuxième étape pour départager les meilleurs temps. 
La dernière édition de La course by Le Tour de France se déroule le 26 juin 2021 entre Brest et Landerneau, en lever de rideau du grand départ du Tour de France 2021. 

## Palmarès
| Année | Vainqueur            | Deuxième              | Troisième             |
| ----- | -------------------- | --------------------- | --------------------- |
| 2014  | Marianne Vos         | Kirsten Wild          | Leah Kirchmann        |
| 2015  | Anna van der Breggen | Jolien D'Hoore        | Amy Pieters           |
| 2016  | Chloe Hosking        | Lotta Lepistö         | Marianne Vos          |
| 2017  | Annemiek van Vleuten | Lizzie Deignan        | Elisa Longo Borghini  |
| 2018  | Annemiek van Vleuten | Anna van der Breggen  | Ashleigh Moolman      |
| 2019  | Marianne Vos         | Leah Kirchmann        | Cecilie Uttrup Ludwig |
| 2020  | Lizzie Deignan       | Marianne Vos          | Demi Vollering        |
| 2021  | Demi Vollering       | Cecilie Uttrup Ludwig | Marianne Vos          |